# 圣尼古拉斯 (阿鲁巴)

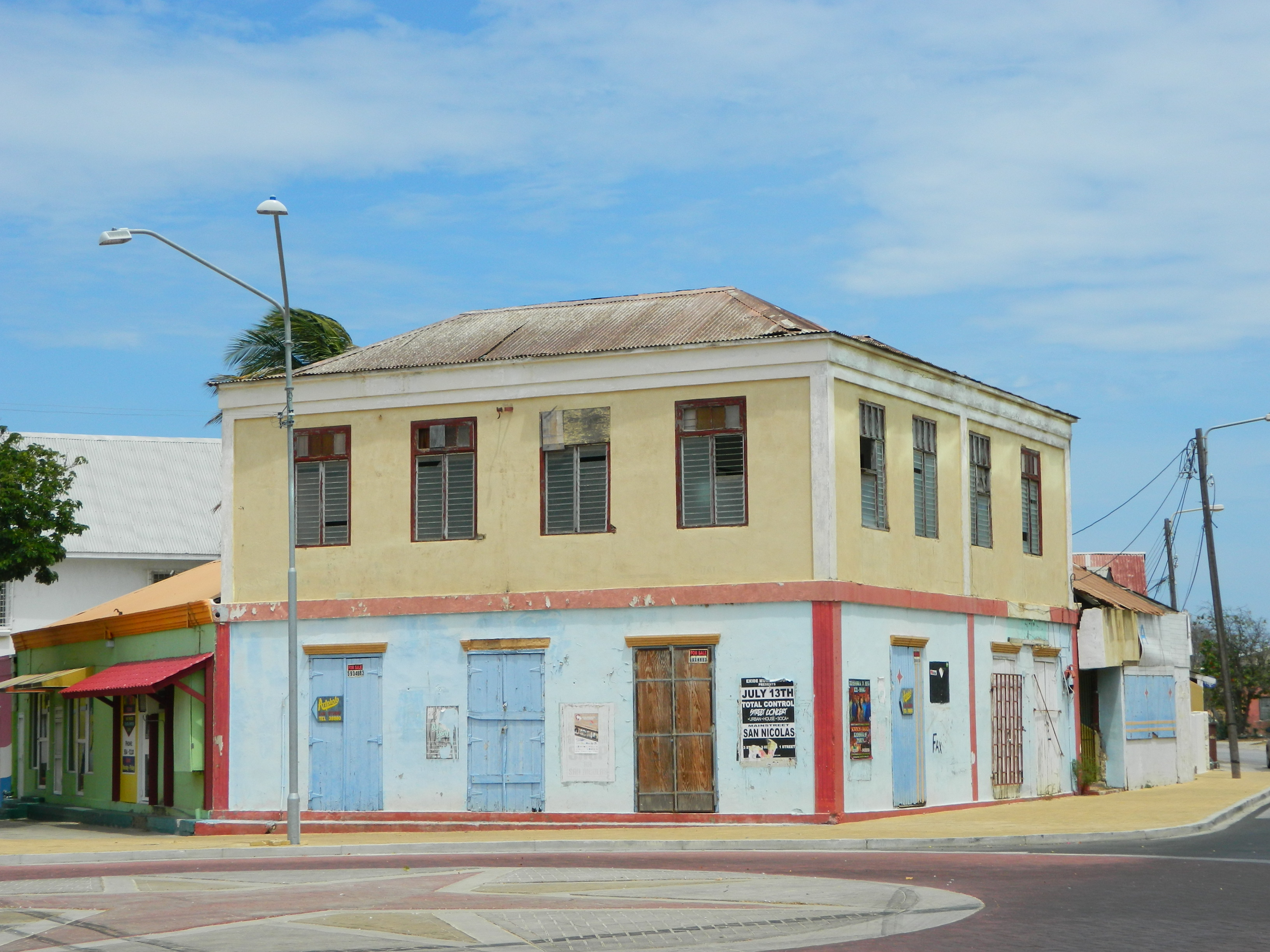

圣尼古拉斯（San Nicolaas，Sint Nicolaas）是荷兰王国在加勒比海构成国阿鲁巴的第二大城镇，位于首府奥拉涅斯塔德东南19公里。2008年人口15,284人。该地为帕洛马尔加赛车轨道的所在地。